# Bărbălătești
Bărbălătești – wieś w Rumunii, w okręgu Ardżesz, w gminie Valea Iașului. W 2011 roku liczyła 148 mieszkańców.